# پسا پروسکایت
پسا پروسکایت (به انگلیسی: Post-perovskite) (یا به اختصار pPv) یک فاز فشار بالا از سیلیکات منیزیم(MgSiO3)است. این ماده از ترکیب اجزا سازنده اکسید اصلی گوشته سنگی زمین (MgO و SiO2) تشکیل شده و فشار و درجه حرارت آن برای پایداری نشان می‌دهد که احتمالاً در قسمت‌هایی از اعماق زمین، چند صد کیلومتری گوشته زمین رخ می‌دهد. نام پسا پروسکایت از پروسکیت سیلیکات، فاز پایدار MgSiO3 فراوان در گوشته زمین که دارای ساختار پروسکایت است، گرفته شده‌است. پیشوند «پسا» به این واقعیت اشاره دارد که این ماده با افزایش فشار (و به لحاظ تاریخی، پیشرفت فیزیکی مواد معدنی تحت فشار قوی) پس از ساخت پروسکیت MgSiO3 رخ می‌دهد. در نزدیکترین لایه به سطح زمین، MgSiO3 به عنوان ماده معدنی سیلیکات آنستاتیت، یک ماده معدنی تشکیل دهنده سنگ پیروکسن در سنگهای آذرین و دگرگونی پوسته زمین، وجود دارد.

## ساختار کریستالی
پسا پروسکایت ساختار کریستالی مشابه ترکیب جامد مصنوعی CaIrO3 دارد و در مقالات اغلب به آن "فاز نوع CaIrO3 از MgSiO3" گفته می‌شود. سیستم کریستالی پسا پروسکایت ارتورومبیک یادستگاه بلوری راست لوزیاست، گروه فضایی آن Cmcm است و ساختار آن یک صفحه SiO6-هشت ضلعی فشرده در امتداد محور b است.

## تاریخچه
فاز نوع CaIrO3 از فاز MgSiO3 در سال ۲۰۰۴ با استفاده از تکنیک سلول سندان الماسی گرم شونده با لیزر (LHDAC) توسط گروهی در انستیتوی فناوری توکیو و به‌طور مستقل توسط محققان مؤسسه فناوری فدرال زوریخ سوئیس (ETH زوریخ) کشف شد و آژانس علوم و فناوری دریایی - زمینی ژاپن که از ترکیبی از شبیه‌سازی مکانیکی کوانتوم و آزمایش LHDAC استفاده کردند. مقاله گروه TIT در مجله Science منتشر شده‌است. مقاله مشترک ETH / JAM-EST و مقاله دوم گروه TIT دو ماه بعد در مجله Nature منتشر شد.این کشف همزمان با کشف آزمایشی S. Ono در یک مرحله مشابه، دقیقاً دارای ساختار، آهن(III) اکسید Fe2O3 بود.

## خواص فیزیکی
ساختار صفحه‌ای پسا پروسکایت باعث می‌شود که قابلیت انعطاف‌پذیری محور b بیشتر از محور a یا c باشد. این ناهمسانگردی ممکن است باعث شکل‌گیری صفحه کریستالی جفت موازی با صفحه (۰۱۰) شود. تئوری لغزش (۱۱۰) مربوط به نقص در چیده شدن‌های رایج را پیش‌بینی کرده و توسط آزمایش‌های بعدی تأیید شد. برخی از نظریه پردازان سیستم‌های لغزش دیگری را پیش‌بینی می‌کنند که نیازمند تأیید آزمایشگاهی است. در سال ۲۰۰۵ و 2006 Ono و Oganov دو مقاله منتشر کردند که پیش‌بینی می‌کند پسا پروسکایت احتمالاً باید هدایت الکتریکی بالایی داشته باشد، شاید دو مرتبه بالاتر از رسانایی پروسکایت باشد. در سال ۲۰۰۸ گروه هیروز یک گزارش تجربی منتشر کردند که این پیش‌بینی را تأیید می‌کند.